# Даниїл (Козлинський)
Єпи́скоп Даниї́л Козли́нський (нар. 16 лютого 1952, Алту-Параізо, Парана, Бразилія) — єпископ Української греко-католицької церкви; з 16 вересня 2007 року — єпископ-помічник Куритибської єпархії; з 22 червня 2011 року — апостольський адміністратор Буенос-Айреської єпархії Покрови Пресвятої Богородиці; з 12 січня 2013 року — апостольський візитатор для вірних УГКЦ, що проживають в Уругваї, Парагваї, Чилі та Венесуелі.

## Життєпис
Даниїл Козлинський народився 16 лютого 1952 року в колонії Алту-Параізо, Бом Сусессо, Парана. Хрещений і миропомазаний, як теж і першу сповідь і св. Причастя прийняв у церкві Покрови в Параізо. У 1965 році вступив до Малої єпархіальної семінарії св. свщмч. Йосафата у Маллет, Парана. У 1966 році перейшов до римо-католицької с емінарії св. Йосифа у Понта Ґроссі, Парана. Тут закінчив гімназійні навчання і частину класичного ліцею, а завершив студії в Духовній семінарії Отців Василіян у Куритибі. У 1972 році виїхав до Рима, де студіював і завершив курс філософії в університеті Урбаніанум. Відтак, після року богословських студій, повернувся до Бразилії (1976).
У 1977 році продовжує і завершує теологічне навчання в семінарії Отців Кларитіян у Куритибі; здобувши ступінь ліценціату з богослов'я.
Піддияконські свячення отримав 9 листопада 1979 року в кафедральному соборі Святого Івана Христителя в Куритибі, дияконські — 21 листопада 1979 року в церкві Пресолодкого Серця Ісусового в Маллет, священичі — 10 лютого 1980 року в церкві Покрови на Алто Параізо, Бом Сусессо, Парана. Святителем у кожному із ступенів був Преосвященний Владика Єфрем (Кривий), тодішній Єпарх Куритибський. У 1980 році номінований тимчасовим сотрудником кафедральної парафії і наглядачем Великої єпархіальної семінарії св. свщмч. Йосафата в Куритибі. 30 серпня 1980 року стає настоятелем парафії Святого Йосифа Обручника в Дорізоні, Маллет. 1 вересня 1983 року призначений парохом парафії Пресолодкого Серця Ісусового в Маллет і ректором Малої єпархіальної семінарії св. свщмч. Йосафата у Маллет.
10 листопада 1986 року стає парохом катедральної парафії Святого Івана Христителя у Куритибі, а 6 січня 1993 року — ректором Великої семінарії св. свщмч. Йосафата в Куритибі. Водночас стає головою Єпархіальної катехитичної комісії і членом Єпархіальної пресвітерської ради. Грамотою від дня 14 лютого 2000 року призначений настоятелем парафії Святого Йосифа Обручника в К антаґало, Парана. У січні 2004 року виїжджає до Рима і вступає на навчання до Папського салезіянського університету (Салезіанум), де студіює і спеціалізується на факультеті катехитики. Там пише докторську працю.
20 червня 2007 року призначений єпископом-помічником Куритибської єпархії. Архиєрейська хіротонія відбулася 16 вересня 2007 року в церкві Пресвятого Серця Ісусового в містечку Маллет. Головним святителем з благословення Блаженнішого Любомира був Високопреосвященний архієпископ Лаврентій (Гуцуляк), ЧСВВ, Митрополит Вінніпезький, а співсвятителями — Владика Володимир (Ковбич), ЧСВВ, єпарх Куритибський, та Владика Єфрем (Кривий), ЧСВВ, єпископ-емерит Куритибської єпархії.
22 червня 2011 року Папа Римський Бенедикт XVI призначив єпископа Даниїла Козлинського апостольським адміністратором вакантної Буенос-Айреської єпархії Покрови Пресвятої Богородиці.
12 січня 2013 року Бенедикт XVI призначив єпископа Даниїла Козлинського апостольським візитатором для вірних УГКЦ, що проживають в Уругваї, Парагваї, Чилі та Венесуелі.
8 жовтня 2016 року Папа Франциск призначив владику Даниїла (Козлинського Нетто), дотеперішнього Апостольського адміністратора вакантного осідку (sede vacante) української греко-католицької єпархії Покрови Пресвятої Богородиці в Буенос-Айресі (Аргентина), єпископом цієї єпархії.